# François III de Modène
François III de Modène ou François III d'Este (en italien Francesco III d'Este), né le 2 juillet 1698 à Modène et mort le 22 février 1780 à Varèse, est un prince héréditaire du duché de Modène, dont il devient le 12e duc de 1737 à sa mort.

## Biographie

### Famille
Fils de Renaud III, duc de Modène et de Charlotte-Félicité de Brunswick-Calenberg, François-Marie compte parmi ses proches parents :
- sa tante, l'impératrice Wilhelmine-Amélie, épouse de Joseph Ier ;
- sa cousine germaine, Marie-Josèphe d'Autriche, épouse de l'électeur de Saxe et roi de Pologne Auguste III et mère de la reine d'Espagne Marie-Amélie et de la dauphine de France Marie-Josèphe ;
- sa cousine germaine, Marie-Amélie d'Autriche, épouse de l'électeur de Bavière Charles-Albert, empereur de 1742 à 1745 sous le nom de Charles VII.

### Mariages

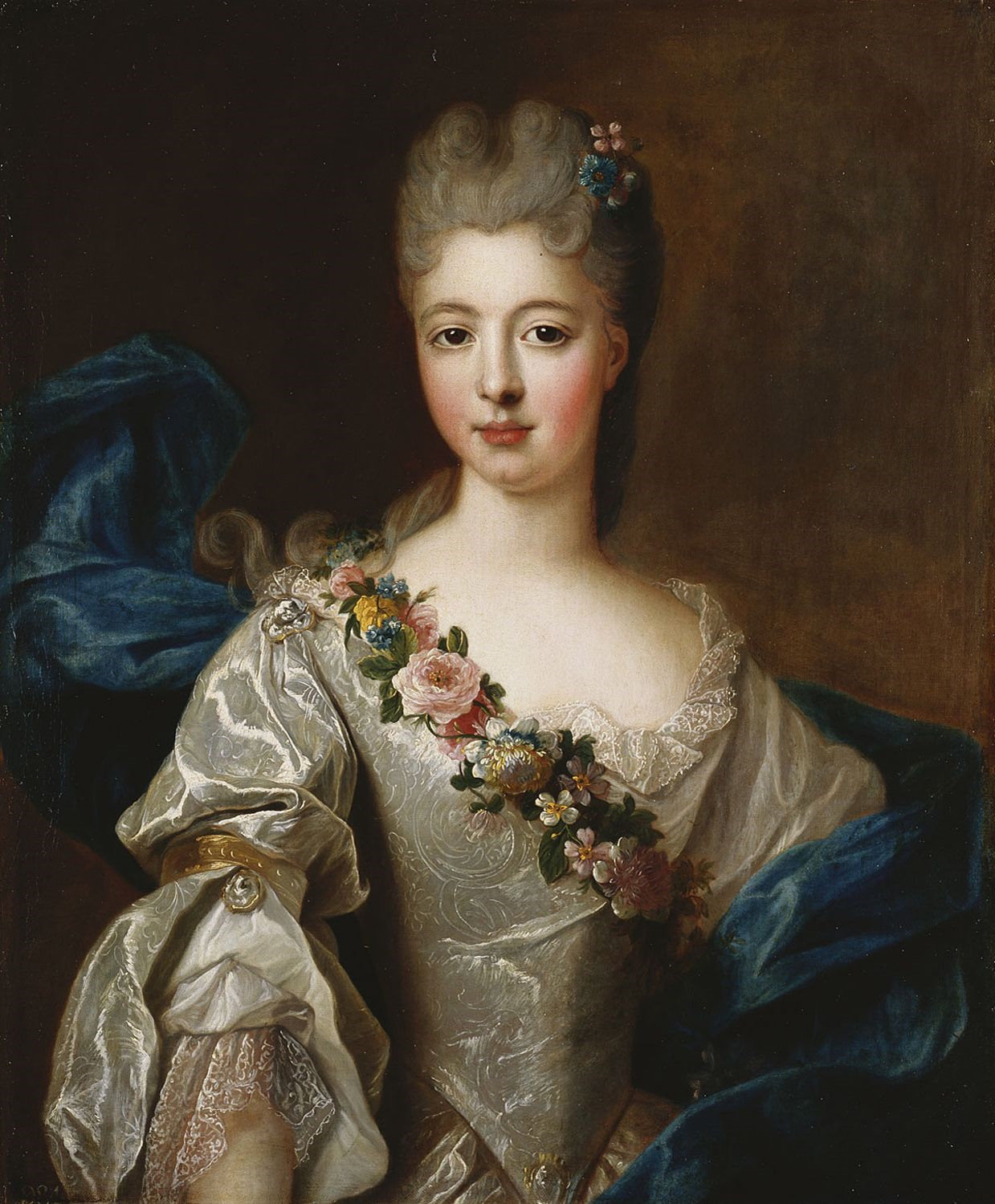
Charlotte-Aglaé d'Orléans, future duchesse de Modène.

En 1720, François-Marie épouse Charlotte-Aglaé d'Orléans, fille du régent Philippe d'Orléans. Celle qu'on appelait à la cour de France « Mademoiselle de Valois » s'était alors compromise dans une aventure galante avec le duc de Richelieu. Pour que son amant soit libéré de la Bastille, elle accepte ce mariage plus conforme à son rang. Le duc de Modène, père de François-Marie, consent au mariage, qui lui offre le prestige d'une alliance avec la maison de France, et qui apporte au petit duché une dot considérable de 1,8 million de livres, constituée pour moitié par le roi Louis XV, cousin de la mariée.
Le mariage est célébré par procuration au palais des Tuileries, le 12 février 1720, mais Charlotte-Aglaé ne se rend en Italie qu'au mois de juin suivant. Elle entre presque immédiatement en conflit avec son beau-père et son mari, à tel point qu'elle tentera de faire annuler son union. Le couple aura cependant neuf enfants.
Charlotte-Aglaé s'ennuie dans cette cour provinciale italienne. Elle finit par rentrer en France en 1744, après avoir marié sa fille aînée au duc de Penthièvre, petit-fils de Louis XIV. La duchesse marie ensuite sa cadette au prince de Conti, une alliance qui se révèlera catastrophique, le prince refusant de cohabiter avec son épouse, une femme discrète et trop austère pour une cour aussi mondaine que celle de Versailles.
Charlotte-Aglaé s'éteint en 1761. Devenu veuf, le duc conclut successivement deux mariages morganatiques, d'abord avec Teresa di Castelbarco, veuve du comte Antonio Simonetta, puis avec Maria Renata von Harrach (1721-1788).

### Prince héritier
Dans les années 1730, le duché de son père est impliqué dans la guerre de Succession de Pologne. Ce conflit, qui oppose notamment l'Autriche des Habsbourg, qui soutient les prétentions de l'électeur de Saxe Frédéric-Auguste au trône polonais, et le royaume de France qui soutient celles de Stanislas Leszczynski, père de la reine Marie Leszczynska, s'étend en effet en Italie du Nord : les armées françaises interviennent très peu en Pologne même, préférant attaquer l'Autriche sur le Rhin et en Italie, avec le soutien des troupes de son allié, le royaume de Sardaigne.
Tout en demeurant officiellement neutre, le duché de Modène prend secrètement le parti de l'Autriche. Il est occupé en 1734 par les troupes franco-sardes et le duc Renaud III doit se réfugier à Bologne, tandis que François-Marie s'installe à Gênes. Il effectue par la suite un voyage à travers l'Europe, séjournant notamment à Paris et à Londres.
Les combats prennent fin en 1735 (préliminaires de paix de Vienne, novembre 1735). François-Marie se met alors au service du Saint-Empire pour combattre les Turcs dans le cadre de la guerre austro-turque (1735-1739). Il sera élevé au grade de général d'artillerie. C'est à cette époque qu'il apprend la mort de son père et qu'il rentre à Modène.

### Le règne (1737-1780)

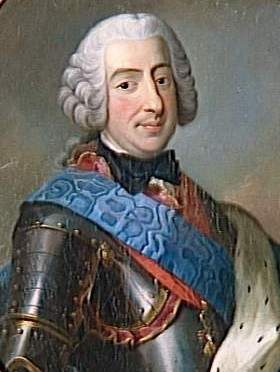
Le duc François III.

Lorsque son père meurt en octobre 1737, François-Marie a 39 ans. Il devient le duc François III, et fait son entrée solennelle dans Modène le 4 décembre suivant.
Dans les premières années de son règne, il tente de mener une politique étrangère indépendante vis-à-vis de la puissance autrichienne. En 1741, il marie ainsi son fils, le futur Hercule III, à Marie-Thérèse Cibo de Malaspina, héritière du duché de Massa et de Carrare, assurant à ses États un accès à la mer de Ligurie et renforçant sa position en Italie du Nord.
Prenant le parti français dans la guerre de Succession d'Autriche, le duché de Modène devient l'un des théâtres secondaires des opérations militaires. Si ses alliés hispano-siciliens, sous le commandement du duc de Montemar, occupent la citadelle de Modène en 1742, ils en sont chassés par les armées austro-sardes le 27 juin de la même année. Au début de février 1743, une offensive espagnole, commandée par Jean Thierry du Mont, est lancée à partir de Bologne : les armées se rencontrent lors de la bataille de Camposanto (8 février 1743) et les Autrichiens vainquent leurs ennemis. François III doit quitter ses États, occupés par les troupes impériales. Ce n'est qu'à la fin du conflit (traité d'Aix-la-Chapelle, 1748) qu'il peut récupérer son duché.
En 1753, un premier rapprochement avec l'Autriche est conclu : François III reçoit de l'impératrice Marie-Thérèse le gouvernement intérimaire de la Lombardie en application de deux traités stipulés cette année-là avec la médiation du roi de Grande-Bretagne George II, que François considérait comme une sorte de chef de famille, compte tenu de l'origine dynastique commune des deux maisons. Aux termes des deux traités (un public et un secret), le troisième fils de l'Impératrice Marie-Thérèse, l'archiduc Léopold, alors âgé de 6 ans, est promis à la petite-fille de François, Marie-Béatrice, encore plus jeune, et est désigné par le duc comme son successeur en cas d'extinction de la lignée masculine de la maison d'Este, en échange de l'engagement impérial à maintenir les États de la maison distincts des autres domaines des Habsbourg. Les traités stipulent également que le nom d'Este sera relevé par les enfants à naître du couple, de sorte que leurs successeurs formeront la maison de Habsbourg-Este. De même qu'après l'extinction de la dynastie des Médicis, le Grand-duché de Toscane allait se transformer en une « secundogéniture » de la maison de Habsbourg, avec les traités de 1753 les États d'Este étaient en passe de devenir une sorte d'inhabituelle « tertiogéniture ».
Marie-Béatrice, seule enfant du futur Hercule III de Modène, épousera finalement l'archiduc Ferdinand en 1771 (les traités ayant été mis à jour en 1763, en substituant le nom de Léopold par celui de son frère cadet Ferdinand) et François rendra alors à l'archiduc la charge de gouverneur de Milan qui était destinée au troisième fils du couple impérial. 
Le renversement des alliances est finalement entériné en 1756. Modène entre dans la sphère d'influence autrichienne et François III perd toute marge de manœuvre politique. Quelques années plus tard, en juin 1765, l'impératrice Marie-Thérèse fait de la cité de Varèse un fief impérial non transmissible, et le concède à François III, qui y fait son entrée solennelle en juillet 1766. Le duc s'installe à la villa Orrigoni, qu'il aménage et agrandit progressivement pour en faire l'actuel palazzo Estense de Varèse.
Administrateur habile, François III laisse la réputation d'un monarque éclairé. S'il confie les leviers effectifs du pouvoir à Beltrame Cristiani, plénipotentiaire impérial et, après sa mort, à Carlo Giuseppe di Firmian, il agit cependant en souverain des Lumières, instaurant de nouvelles règles d'hygiène pour l'abattage des animaux, réorganisant le système scolaire, mettant en place des soins gratuits pour les plus démunis et favorisant le développement de la culture à travers le mécénat. Il régit également l'urbanisme de Modène en y introduisant la numérotation des maisons, fait construire la via Vandelli reliant sa capitale aux domaines toscans de sa belle-fille et à la mer Tyrrhénienne. Enfin, souverain législateur, il fait établir en 1771 le « Codice Estense », premier code de lois d'Italie.

## Descendance
Le duc François III et la duchesse Charlotte-Aglaé d'Orléans ont donné naissance à neuf enfants :
1. Alphonse (1723-1725) ;
2. François Constantin (1724-1725) ;
3. Marie Thérèse Félicité (1726-1754), mariée en 1744 à Louis de Bourbon, duc de Penthièvre ;
4. Hercule Renaud (1727-1803), dernier duc de Modène de la maison d'Este, épouse en 1741 Marie-Thérèse Cybo-Malaspina, duchesse de Massa et Carrare;
5. Mathilde (1729-1803) ;
6. Béatrice (1731-1736) ;
7. Marie Fortunée (1731-1803), qui épouse en 1759 Louis-François de Bourbon, dernier prince de Conti ;
8. Benoît Philippe (1736-1751) ;
9. Marie Élisabeth (1741-1774).

Le duc de Modène a également trois fils naturels qui n'ont pas été légitimés :
1. Francesco Maria Tesdè (1743-1821), comte de San Andrea, abbé de Nonantola, évêque d'Anastasiopoli, évêque de Reggio d'Émilie ;
2. Federico Benedetto Tesdè (1745-1820), comte de Santo Romano ;
3. Bernardino Tesdè (?-1750), mort au berceau.

## Titulature et décorations

### Titulature officielle
- 2 juillet 1698 — 26 octobre 1737 : Son Altesse Sérénissime François-Marie d'Este, prince de Modène
- 26 octobre 1737 — 23 juin 1765 : Son Altesse Sérénissime François III, duc de Modène et de Reggio
- 23 juin 1765 — 22 février 1780 : Son Altesse Sérénissime François III, duc de Modène et de Reggio, seigneur de Varèse

### Décorations
Chevalier de l'ordre de la Toison d'Or
 Chevalier de l'ordre du Saint-Esprit